# Giant Days
Giant Days – seria komiksowa autorstwa brytyjskiego scenarzysty Johna Allisona oraz amerykańskich rysowników: Lissy Treiman i Maxa Sarina, publikowana w formie drukowanego miesięcznika przez amerykańskie wydawnictwo Boom! Studios od marca 2015 do października 2019. Jest kontynuacją trzyodcinkowego komiksu internetowego o tym samym tytule, który Allison napisał i narysował w latach 2011–2013. Giant Days jest poboczną serią innych komiksów internetowych autorstwa Allisona: Bobbins (1998–2002), Scary Go Round (2002–2009) i Bad Machinery (2009–2017).
Po polsku seria Giant Days ukazała się w całości w formie tomów zbiorczych nakładem wydawnictwa Non Stop Comics.

## Fabuła
Humorystyczna seria Giant Days (z angielskiego dosłownie: „wielkie dni”) opowiada o trzech zaprzyjaźnionych studentkach, Esther, Daisy i Susan, mieszkających w uniwersyteckim akademiku w Anglii i wspierających się w codziennych perypetiach.

## Tomy zbiorcze
| Tom | Tytuł i rok wydania polskiego                 | Tytuł i rok wydania oryginalnego | Zawartość                                             |
| --- | --------------------------------------------- | -------------------------------- | ----------------------------------------------------- |
| 1   | Królowe dramy (2017)                          | Giant Days Vol. 1 (2015)         | Giant Days zeszyty 1–4                                |
| 2   | Obudźcie mnie, jak będzie po wszystkim (2018) | Giant Days Vol. 2 (2016)         | Giant Days zeszyty 5–8                                |
| 3   | Bycie miłą nic nie kosztuje (2018)            | Giant Days Vol. 3 (2016)         | Giant Days zeszyty 9–12                               |
| 4   | Przepraszam, że cię zawiodłam (2018)          | Giant Days Vol. 4 (2017)         | Giant Days zeszyty 13–16                              |
| 5   | Jak nie teraz, to kiedy? (2018)               | Giant Days Vol. 5 (2017)         | Giant Days zeszyty 17–20                              |
| 6   | Nie wariuj, Daisy (2019)                      | Giant Days Vol. 6 (2017)         | Giant Days zeszyty 21–24                              |
| 7   | Bądź dla niego miła, Esther (2020)            | Giant Days Vol. 7 (2018)         | Giant Days zeszyty 25–28                              |
| 8   | Widzimy się tam, gdzie zawsze (2021)          | Giant Days Vol. 8 (2018)         | Giant Days zeszyty 29–32                              |
| 9   | Nie zapomnę ci tego (2021)                    | Giant Days Vol. 9 (2019)         | Giant Days zeszyty 33–36                              |
| 10  | Przemyślę to jeszcze (2022)                   | Giant Days Vol. 10 (2019)        | Giant Days zeszyty 37–40                              |
| 11  | Mną się nie przejmujcie (2022)                | Giant Days Vol. 11 (2019)        | Giant Days zeszyty 41–44                              |
| 12  | Wypijmy za to! (2023)                         | Giant Days Vol. 12 (2020)        | Giant Days zeszyty 45–48                              |
| 13  | Głowa do góry (2024)                          | Giant Days Vol. 13 (2020)        | Giant Days zeszyty 49–52                              |
| 14  | Bądźmy w kontakcie! (2024)                    | Giant Days Vol. 14 (2020)        | Giant Days zeszyty 53–54, Giant Days: As Time Goes By |

## Nagrody
Seria Giant Days otrzymała Nagrodę Eisnera w kategoriach: „najlepsza kontynuowana seria” w 2019 (po wcześniejszej nominacji w 2018), "najlepsza publikacja humorystyczna" w 2019 oraz nominacje w kategorii „najlepszy scenarzysta” w 2016 i "najlepsze liternictwo" w 2019. Otrzymała też nominacje do Nagrody Harveya w kategoriach: „najlepsza nowa seria”, „najlepsza mini-seria lub kontynuowana seria”, „najlepsza oryginalna seria dla młodych czytelników” oraz „najbardziej obiecujący nowy talent” dla Lissy Treiman (wszystkie nominacje w 2016).